# Forme uniche della continuità nello spazio

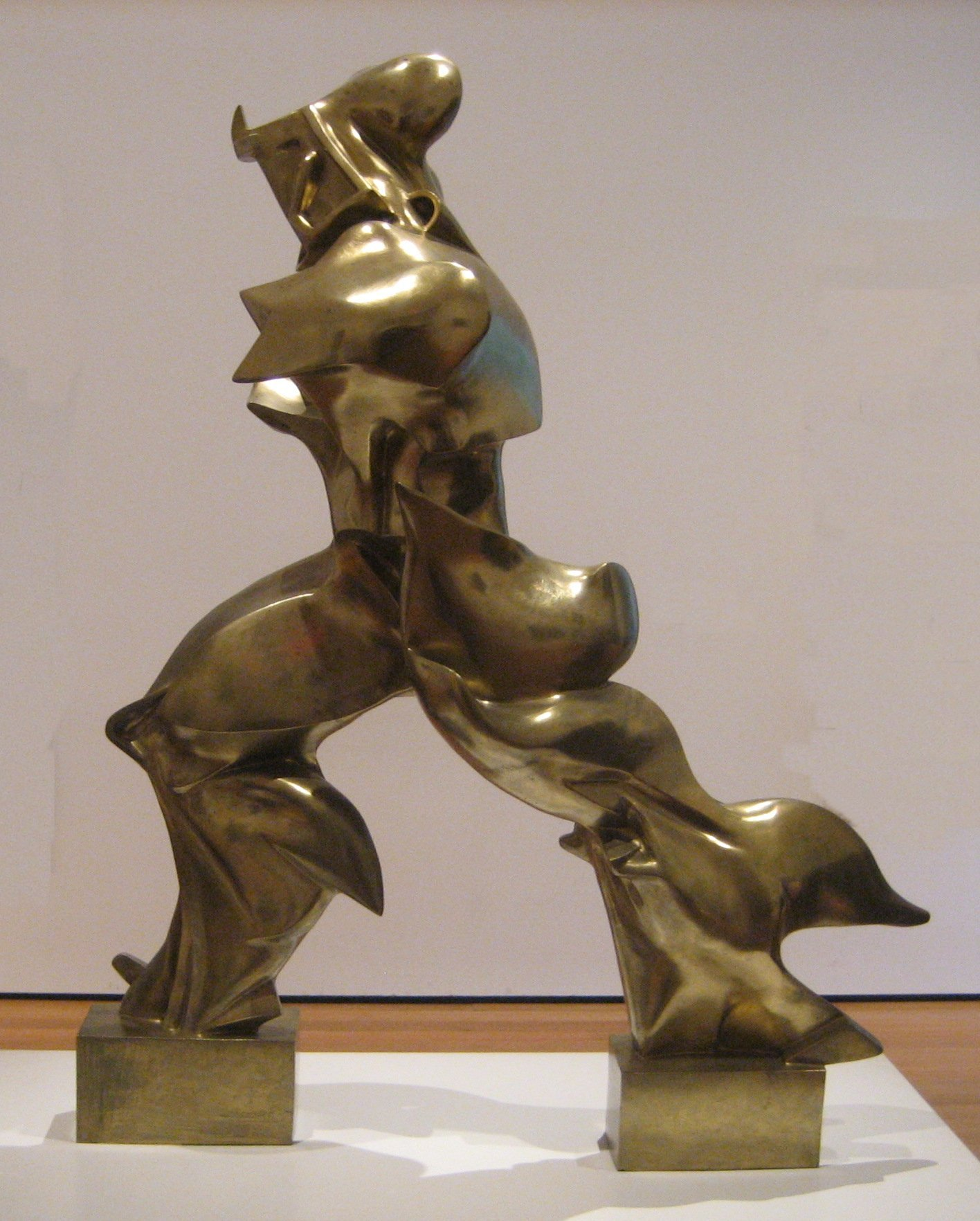
Een van de afgietsels in het Museum of Modern Art in New York

Forme uniche della continuità nello spazio is een bronzen futuristische sculptuur van de Italiaanse kunstenaar Umberto Boccioni.
Het beeld is in 1931 voor het eerst in brons gegoten. Boccioni heeft het beeld oorspronkelijk in gips gegoten. Het gipsen exemplaar is in 1913 onder meer getoond bij de inaugurele tentoonstelling in de Galleria Futurista in Rome. Na zijn dood zijn een aantal afgietsels gemaakt. Het origineel is in het bezit van het museum voor moderne kunst in Sao Paolo.
De sculptuur staat afgebeeld op de Italiaanse euromunt van 20 cent.